# Pseudephyra
Pseudephyra es un género monotípico de lepidópteros de la familia Noctuidae. Su única especie, Pseudephyra straminea Butler, 1886, es originaria de  Australia en Queensland.